# Jean-Philippe Belloc

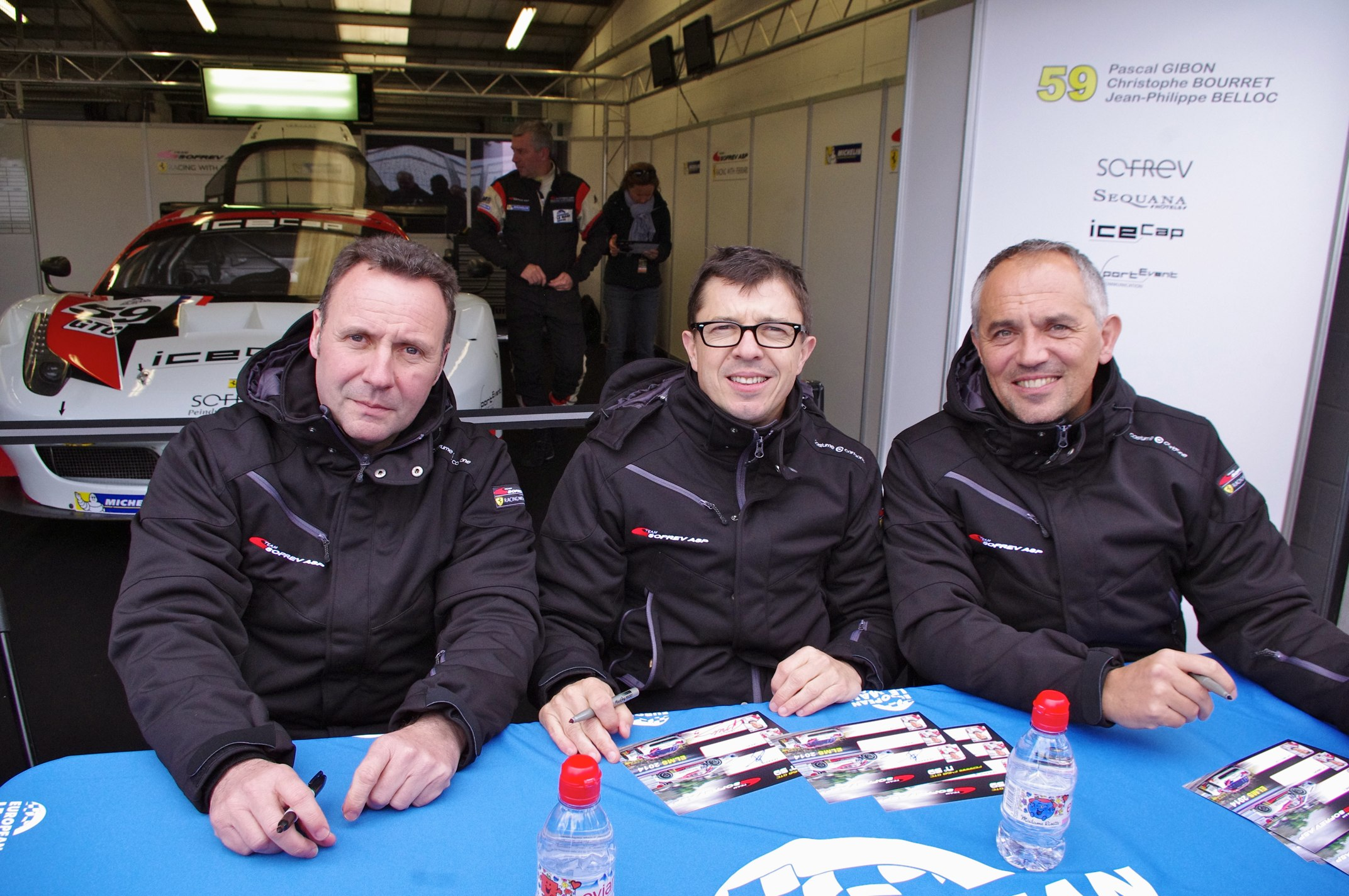
Jean-Philipe Belloc (miite) mit Pascal Gibon und Christophe Bourret 2014 in Silverstone

Jean-Philippe Belloc (* 24. April 1970 in Montauban) ist ein ehemaliger französischer Automobilrennfahrer.

## Karriere
Jean-Philippe Belloc begann seine Monoposto-Karriere 1991 in der französischen Formel-Renault-Meisterschaft und gewann 1992 die Gesamtwertung dieser Rennserie. 1994 gewann er auf einem Dallara F393 den Titel in der französischen Formel-3-Meisterschaft und wechselte 1995 in die Formel 3000. Dort konnte er sich aber nicht durchsetzen und er begann daher 1997 Sportwagenrennen zu fahren.
Für Courage gab er im selben Jahr als Partner von Henri Pescarolo und Emmanuel Clérico sein Debüt beim 24-Stunden-Rennen von Le Mans. Bis 2007 war er sieben Mal bei diesem Langstreckenrennen am Start. Seine beste Platzierung blieb der siebte Gesamtrang bei seinem Debütrennen. In den 2000er-Jahren fuhr er regelmäßig in der American Le Mans Series und die letzten beiden Jahre auch in der International GT Open.

## Statistik

### Le-Mans-Ergebnisse
| Jahr | Team                  | Fahrzeug                | Teamkollege        | Teamkollege       | Platzierung | Ausfallgrund    |
| ---- | --------------------- | ----------------------- | ------------------ | ----------------- | ----------- | --------------- |
| 1997 | La Filière Elf        | Courage C36             | Henri Pescarolo    | Emmanuel Clérico  | Rang 7      |                 |
| 1998 | Courage Compétition   | Courage C51             | Marc Goossens      | Didier Cottaz     | Ausfall     | Getriebeschaden |
| 1999 | Viper Team Oreca      | Chrysler Viper GTS-R    | Soheil Ayari       | David Donohue     | Ausfall     | Motorschaden    |
| 2000 | Mopar Team Oreca      | Reynard 2KQ-LM          | Yannick Dalmas     | Nicolas Minassian | Ausfall     | kein Öldruck    |
| 2001 | Larbre Compétition    | Chrysler Viper GTS-R    | Christophe Bouchut | Tiago Monteiro    | Rang 20     |                 |
| 2002 | Équipe de France FFSA | Chrysler Viper GTS-R    | Jonathan Cochet    | Benoît Tréluyer   | Rang 14     |                 |
| 2007 | Team Oreca            | Saleen S7-R             | Laurent Groppi     | Nicolas Prost     | Rang 10     |                 |
| 2011 | Larbre Compétition    | Porsche 997 GT3 RSR     | Christophe Bourret | Pascal Gibon      | Rang 21     |                 |
| 2012 | Larbre Compétition    | Chevrolet Corvette C6.R | Christophe Bourret | Pascal Gibon      | Rang 28     |                 |
| 2016 | Larbre Compétition    | Chevrolet Corvette C7.R | Yutaka Yamagishi   | Pierre Ragues     | Rang 37     |                 |

### Sebring-Ergebnisse
| Jahr | Team               | Fahrzeug                  | Teamkollege        | Teamkollege      | Platzierung | Ausfallgrund |
| ---- | ------------------ | ------------------------- | ------------------ | ---------------- | ----------- | ------------ |
| 2000 | Viper Team Oreca   | Dodge Viper GTS-R         | Ni Amorim          | Anthony Beltoise | Rang 9      |              |
| 2003 | Carsport America   | Dodge Viper GTS-R         | Jeff Altenburg     | Tom Weickardt    | Ausfall     | Wagenbrand   |
| 2004 | Carsport America   | Dodge Viper GTS-R         | Kevin Allen        | Tom Weickardt    | Ausfall     | Unfall       |
| 2005 | Carsport America   | Dodge Viper GTS-R         | Michele Rugolo     | Tom Weickardt    | Rang 13     |              |
| 2006 | Konrad Motorsports | Saleen S7-R               | Terry Borcheller   | Tom Weickardt    | Rang 18     |              |
| 2012 | Larbre Compétition | Chevrolet Corvette C6-ZR1 | Christophe Bourret | Pascal Gibon     | Rang 29     |              |

### Einzelergebnisse in der FIA-Langstrecken-Weltmeisterschaft
| Saison | Team               | Rennwagen               | 1   | 2   | 3   | 4   | 5   | 6   | 7   | 8   | 9   |
| ------ | ------------------ | ----------------------- | --- | --- | --- | --- | --- | --- | --- | --- | --- |
| 2012   | Larbre Compétition | Chevrolet Corvette C6.R | SEB | SPA | LEM | SIL | SAO | BAH | FUJ | SHA |     |
| 2012   | Larbre Compétition | Chevrolet Corvette C6.R | 28  | DNF | 28  | 29  | 21  | 22  | 24  | 23  |     |
| 2016   | Larbre Compétition | Chevrolet Corvette C7.R | SIL | SPA | LEM | NÜR | MEX | AUS | FUJ | SHA | BAH |
| 2016   | Larbre Compétition | Chevrolet Corvette C7.R | 37  |     |     |     |     |     |     |     |     |